# روني خليل
شاهر «روني» خليل (مواليد سبتمبر 1977) هو متابع الموقف الكوميدي (ستاند أب كوميدي) والممثل الأمريكي من أصل مصري. لقد تصدّر عناوين الصحف في أربع قارات، وقام بجولة في الولايات المتحدة كضيف أداء مع برنامج «محور الشر» ، وأدى مع برنامج «أرابز جون وايلد» وسجل عرضين كوميديين من «فراي داي نايت لايف» في دبي،  بما في ذلك «قانون الأقليات» و «النظام العالمي الجديد»، تم عرض كلاهما في 14 دولة في الشرق الأوسط. قدم روني عروض بيعت بالكامل في جميع أنحاء الشرق الأوسط وكان جزءًا من مهرجان عمان الستاند أب كوميدي الأول على الإطلاق في الأردن،  بالإضافة إلى العديد من المهرجانات الكوميدية الأخرى بما في ذلك أنفاق نيويورك وعرب أمريكا بنيويورك ومهرجانات ساوث بيتش ولوس أنجلوس وبوسطن للكوميديا. كما تمت دعوته مرتين للمشاركة في مهرجان مونتريال للكوميديا بعنوان «جست فور بيتشينج». ظهر روني في اسكتشات لـ «كونان أوبراين» وإيه بي سي نيوز والإذاعة الوطنية العامة (أن بي أر) وطيران أمريكا ميديا وسي إن إن والجزيرة، وكذلك في برنامج «كوميدي سنترال» عبر الإنترنت «ذا واتش ليست»، والذي تم اختياره لاحقًا كطيار، وأيه & إي «15 فيلمًا عن مادونا».
خليل هو المنتج التنفيذي لأول مهرجان للكوميديا في الشرق الأوسط في لوس أنجلوس، والذي تم عرضه لأول مرة في سبتمبر 2009، بهدف تغيير الصور النمطية في صناعة الترفيه في هوليوود. 
نشأ خليل في ميامي، فلوريدا، حيث كان عضوًا مؤسسًا في «ميامي كوميكس»، وهي مجموعة متنوعة عرقيًا من الكوميديين الارتجاليين.
بالإضافة إلى الوقوف، حصل خليل على ماجستير إدارة الأعمال من جامعة ميامي،  ومحاضرات في الكليات في جميع أنحاء الولايات المتحدة فيما يتعلق بالنجاح والتحفيز. محاضراته الأكثر شعبية هي «النجاح من خلال الكوميدي» و «الشبكات: كيف تتجنب العمل الشاق حقًا». كان والدا خليل أساتذة جامعيين، ويشغل والده حاليًا منصب رئيس جامعة النيل في القاهرة، مصر.

## روابط خارجية
- الموقع الرسمي
- [http://www.imdb.com/name/nm0451098/ Ronnie Khalil

] في قاعدة بيانات الأفلام على الإنترنت
- روني خليل - والدا روني خليل قد يقيمان له حفل زفاف مفاجئ. (فيديو). قائمة المراقبة . الكوميديا المركزي.
- دورة الكوميديا لروني خليل . ArabComedy.org . مهرجان نيويورك للكوميديا العربية الأمريكية.